# Simões Filho

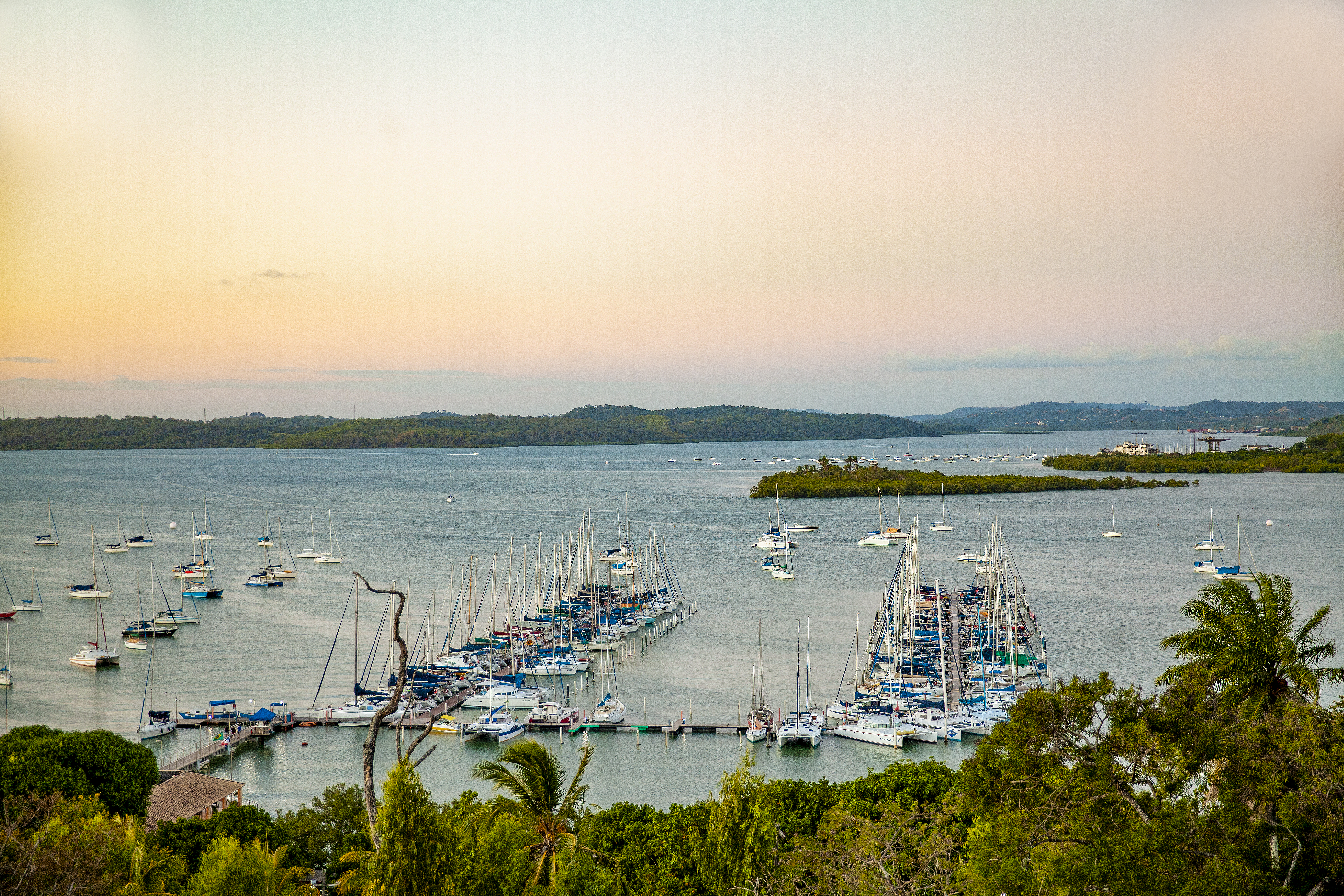
Ilha de São Joao- Simões filho Bahia

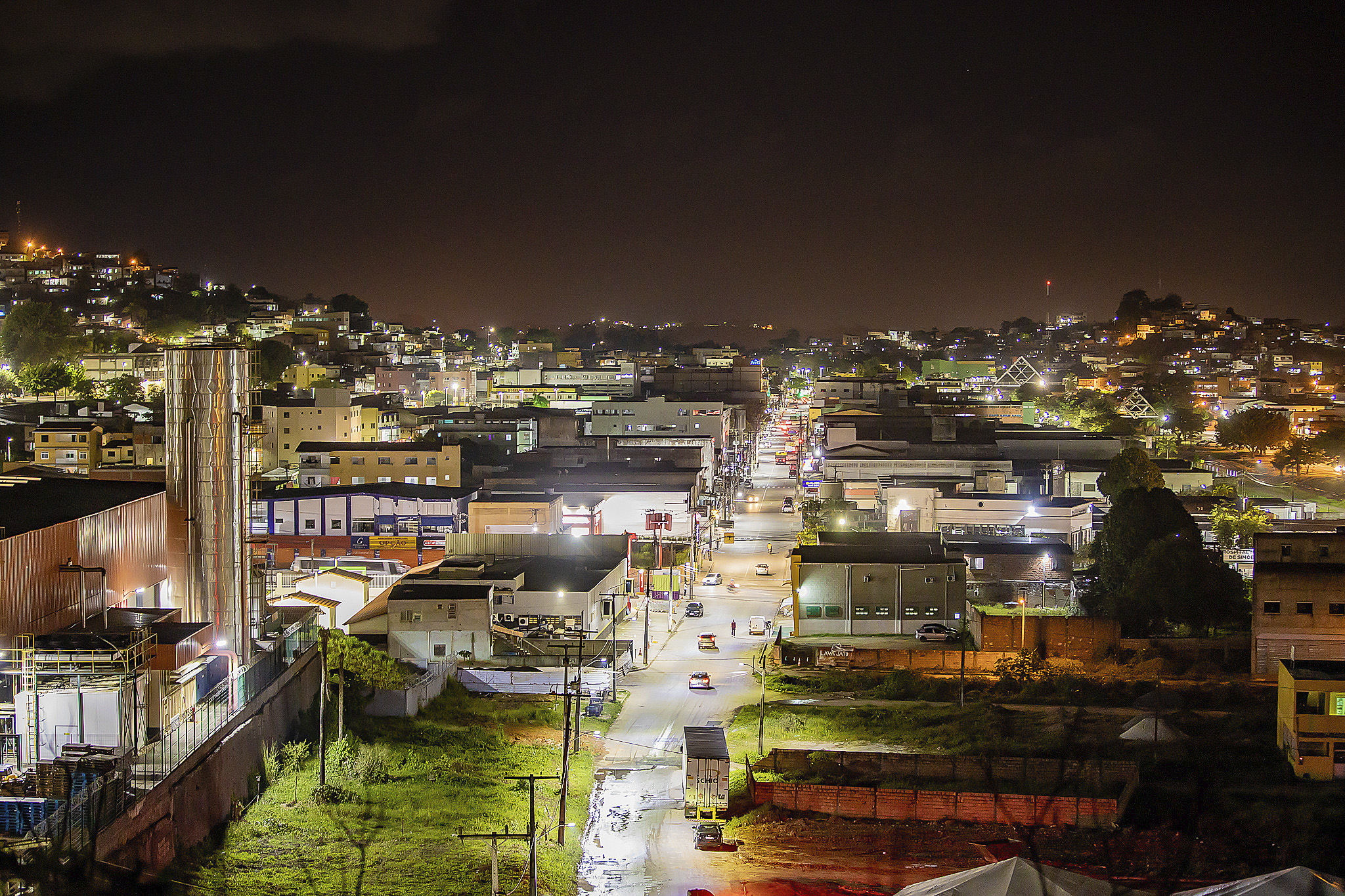
Foto do inicio da via Altamirando Araujo

Simões Filho é um município brasileiro do estado da Bahia. Sua população, conforme estimativa de 2024 do IBGE, era de 120 394 habitantes.
Fica localizado na Região Metropolitana de Salvador, já conurbado com a capital baiana.

## História
O município de Simões Filho, antigo distrito de Água Comprida que pertencia ao município de Salvador, surgiu em torno do século XIX, e juntamente se inicia com o cultivo de cana-de-açúcar que durou entre o século XVII, em meados do século XVI com a devastação das matas, aparecem os engenhos de Bois de Moenda. O local onde atualmente é o centro urbano era ocupado pela Usina de Engenho Novo.
A emancipação do distrito de Água Comprida se deu através de esforços de um grupo de moradores que, por volta de 1960, reuniram-se, liderados pelo Sr. Walter José Tolentino Álvares, para tratar dos problemas comunitários. Contudo, o distrito foi emancipado apenas em 1961, passando a ser denominado Simões Filho, em homenagem ao jornalista Ernesto Simões Filho.
Distrito criado com a denominação de Água Comprida (ex-povoado) pela Lei Estadual n.o 628, de 30 de dezembro 1953, sendo subordinado ao município de Salvador. Em divisão territorial datada de 1 de julho 1955, o distrito de Água Comprida figura no município de Salvador. Assim permanecendo em divisão territorial datada de 1 de julho 1960.Elevado à categoria de município com a denominação de Simões Filho pela Lei Estadual n.o 1.538, de 07 de novembro 1961, sendo desmembrado do município de Salvador.
Sede no atual distrito Simões Filho (ex-Àgua Comprida) e constituído do distrito sede. Instalado em 07 de abril 1963.Em divisão territorial datada de 31 de dezembro 1963, o município é constituído do distrito sede. Assim permanecendo em divisão territorial datada de 2014.

## Estrutura urbana

### Transporte
A ordem de serviço para execução da obra foi assinada em dezembro de 2019. “O VLT estamos trabalhando por etapa. Se tiver alguma crise que dificulte no tempo do VLT, eu vou ter que tomar decisões e relicitar, e tocar a vida. Eu não vou ficar aguardando. Vamos tentar ver se a gente consegue superar”, afirmou.
O modal será responsável por ligar a capital ao município de Simões Filho e será o substituto da antiga malha ferroviária que servia a região mais ao norte da península soteropolitana. 

### Infraestrutura
Simões Filho é a 7ª economia do estado da Bahia, e caminha cada vez mais na melhoria de condições de renda e qualidade de vida de sua população.

## Lista de prefeitos
- Cícero Simões (1963 a 1966).
- Noêmia Meirelles Ramos (1967 a 1970).
- Berlindo Mamede de Oliveira (1971 a 1972).
- Walter Aragão de Souza (1973 a 1974).
- João Filgueiras Simões (1975 a 1985).
- Eduardo Santana Simões (1986 a 1988).
- Adolfo Cezimbra Tavares (1988).
- Berlindo Mamede de Oliveira (1989 a 1991).
- José Eduardo Mendonça de Alencar (1992 a 1996).
- Edson Almeida de Jesus (1997 a 2000).
- José Eduardo Mendonça de Alencar (2001 a 2004).
- Edson Almeida de Jesus (2005 a 2008).
- José Eduardo Mendonça de Alencar (2009 a 2016).
- Diógenes Tolentino de Oliveira (2017 a 2020).[11]